# 溶质质量分数
溶质质量分数，指溶液中溶质的质量与溶液总质量之比。溶质质量分数通常用百分数表示，符号为{\displaystyle \omega }。注意，溶质质量分数并不是溶解度，二者不可混淆。

## 溶质质量分数计算公式
- 计算公式：{\displaystyle \omega ={\frac {m_{\text{溶 質}}}{m_{\text{溶 液}}}}\times 100\%}

即：溶质质量分数=溶质质量÷溶液质量×100%